# Тишанка (верхний приток Медведицы)
Тишанка — река в России, протекает по Волгоградской области. Устье реки находится в 246 км по правому берегу реки Медведица. Длина реки составляет 15 км, площадь водосборного бассейна 88,9 км².

## Данные водного реестра
По данным государственного водного реестра России относится к Донскому бассейновому округу, водохозяйственный участок реки — Медведица от впадения реки Терса и до устья, речной подбассейн реки — Дон между впадением Хопра и Северского Донца. Речной бассейн реки — Дон (российская часть бассейна).